# George-Cristian Tuță
George-Cristian Tuță (n. 8 august 1984, Drobeta-Turnu Severin, Mehedinți, România) este un deputat român, ales în 2020 din partea PNL.
George Cristian Tuță este un om politic român, membru al Parlamentului și Chestor al Camerei Deputaților din România din decembrie 2020. În 2021, a fost ales membru al Biroului Executiv al Partidului Național Liberal, fiind activ în Comisia pentru Afaceri Europene și în Comisia pentru Industrie și Servicii a Camerei Deputaților.
În activitatea sa legislativă se concentrează pe digitalizare, simplificarea relației stat-cetățean și educația financiară. Inteligența artificială este alt domeniu de interes, în special datorită efectelor pe care noile tehnologii le pot avea în mediul privat, dar și în administrația publică. În 2023 a înființat, în Camera Deputaților, Comisia specială pentru automatizare și viitorul muncii, pe care o conduce acum din funcția de președinte și care analizează provocările tehnologiilor emergente.
George Cristian Tuță este un om politic român, membru al Parlamentului și Chestor al Camerei Deputaților din România din decembrie 2020. În 2021, a fost ales membru al Biroului Executiv al Partidului Național Liberal, fiind activ în Comisia pentru Afaceri Europene și în Comisia pentru Industrie și Servicii a Camerei Deputaților.
Una dintre principalele sale preocupări este Inteligența Artificială, în special datorită capacităților de automatizare a sarcinilor repetitive, preciziei și predictibilității, scalabilității și capacității de procesare și efectelor pe care le pot avea noile tehnologii, atât în mediul privat, dar și în cel public. Astfel, la începutul anului 2023, a înființat în Camera Deputaților comisia specială pentru automatizare și viitorul muncii, în care abordează teme majore privind schimbările provocate de tehnologiile emergente - o premieră pentru Parlament.
De asemenea, în mandatul său ca deputat ales în județul Ilfov este implicat în diverse proiecte pentru stimularea performanței locale și promovarea potențialului din județ în fața partenerilor internaționali. A facilitat mai multe misiuni diplomatice și de afaceri externe pentru promovarea proiectelor comune de dezvoltare în transferul științific și inovație.
În ianuarie 2022, a anunțat cu succes perspectivele excelente ale regiunii în cadrul unui eveniment de înalt nivel desfășurat la Măgurele, Ilfov, la care au participat peste 13 șefi de misiuni diplomatice ale principalelor parteneri economici strategici ai României.
Este și unul dintre cei mai activi deputați, cu numeroase inițiative legislative, dintre care 26 au fost promulgate ca legi. Principalele sale direcții asumate în primul mandat vizează educația și incluziunea financiară, reforma statului, stimularea antreprenoriatului, inovația, digitalizarea, debirocratizarea și simplificarea relației dintre cetățeni și instituțiile statului. Aceste preocupări nu se limitează doar la instrumentele pe care le are la dispoziție ca parlamentar, fiind implicat activ și în diferite proiecte individuale sau gestionate de executiv. Printre acestea se numără lansarea recentă a aplicației Ghiseul.ro, o aplicație mobilă care permite plata online a peste 4.000 de tipuri de servicii publice, taxe și impozite, inclusiv eliberarea online a cazierului judiciar. De altfel, facilitatea referitoare la eliberarea online a cazierului este una dintre inițiativele sale de succes lansate anul trecut și a fost promulgată, între timp, prin lege.
Un alt exemplu este România fără Dosar, o inițiativă unică menită să faciliteze un dialog fără hârtie între stat și cetățeni în furnizarea unui serviciu public, care a fost recunoscută cu Premiul Aspen pentru Acțiune Socială în 2022. Și, nu în ultimul rând, un proiect pilot extraordinar în comunitatea locală a județului Ilfov, dedicat educării generațiilor viitoare în domeniul dezvoltării durabile și promovării științei utilizând instrumente atractive și inovatoare, care ar putea fi extins și în alte județe (https://oradestiut.ro/).
Este absolvent al științelor economice și de-a lungul anilor a urmat cursuri suplimentare în diplomație și comunicare. În Parlament, el a pledat în mod hotărât pentru importanța diplomației parlamentare ca instrument vital în arena geopolitică actuală. În acest sens, cu sprijinul Institutului Diplomatic Român, a lansat o serie de sesiuni online de reflecție dedicate colegilor săi deputați.  
Înainte de a fi în Parlament, a deținut diverse poziții de consilier în executivul român sau la nivel europene, de la consilier personal al ministrului dezvoltării regionale, până la consilier al unui europarlamentar român. George Tuță are, de asemenea, experiență în domeniul militar, lucrând în Serviciul Român de Informații pentru o perioada de 3 ani.
A absolvit și programul de Leadership în Serviciul Public Aspen, organizat de Aspen Institute România în parteneriat cu Aspen Institute – Executive Leadership Seminars și Institut national du service public (INSP), Franța.